# UFO: Alien Invasion
UFO: Alien Invasion è un videogioco strategico, con elementi del gioco di ruolo, freeware, open source e multipiattaforma, sviluppato da una comunità indipendente di programmatori.
Pubblicato con licenza GNU General Public License, è software libero, e il suo sviluppo è coordinato tramite il sito SourceForge. È stato definito il miglior gioco di strategia disponibile per Linux dal sito web Linux Game News.

## Storia e sviluppo
Diversi aspetti del gioco sono ancora in fase di sviluppo. La prima versione è stata pubblicata nel dicembre del 2003. Attualmente l'ultima versione stabile è la 2.4, pubblicata il 25 aprile 2012.

## Trama
Il gioco è ambientato nel 2084, ed il giocatore impersona il direttore di un'agenzia internazionale segreta denominata Phalanx dedita all'analisi e alla prevenzione di una razza aliena che sta cercando di prendere il controllo del pianeta Terra.

## Caratteristiche e modalità di gioco
Il videogioco, fortemente influenzato dalla serie X-COM e in particolare da UFO: Enemy Unknown, si basa sul motore grafico id Tech 2, e funziona su piattaforme Linux, Microsoft Windows, AmigaOS e macOS per Mac Intel. Tecnicamente, è basato su una versione modificata del motore grafico id Tech 2.
Il gioco di per sé è estremamente simile ad UFO: Enemy Unknown. Infatti il gameplay ha una tipica impostazione di gioco a turni e il giocatore controlla fino a un massimo di 8 membri della squadra, organizzando raid contro navi aliene, nascondigli e organizzando altri tipi di attacchi. Il giocatore può cercare nuove armi e tecnologie per avvantaggiarsi nei confronti degli alieni. Se non si controllano gli alieni il supporto delle altre nazioni si riduce.